# Terre des hommes
Terra dos Homens é um romance do escritor francês Antoine de Saint-Exupéry, cujo título original é Terre des Hommes. Foi publicado em 1939.
A tradução brasileira é de Rubem Braga. Editado no Brasil pela Editora Nova Fronteira.